# Lanopis
Lanopis is een geslacht van wantsen uit de familie van de Acanthosomatidae (Kielwantsen). Het geslacht werd voor het eerst wetenschappelijk beschreven door Victor Antoine Signoret in 1863.

## Soorten
Het genus bevat de volgende soorten:

- Lanopis algescens Bergroth, 1917
- Lanopis chubuti Distant, 1911
- Lanopis rugosus Signoret, 1864
- Lanopis splendens Distant, 1911